# Schwarzer Bär (Hannover)

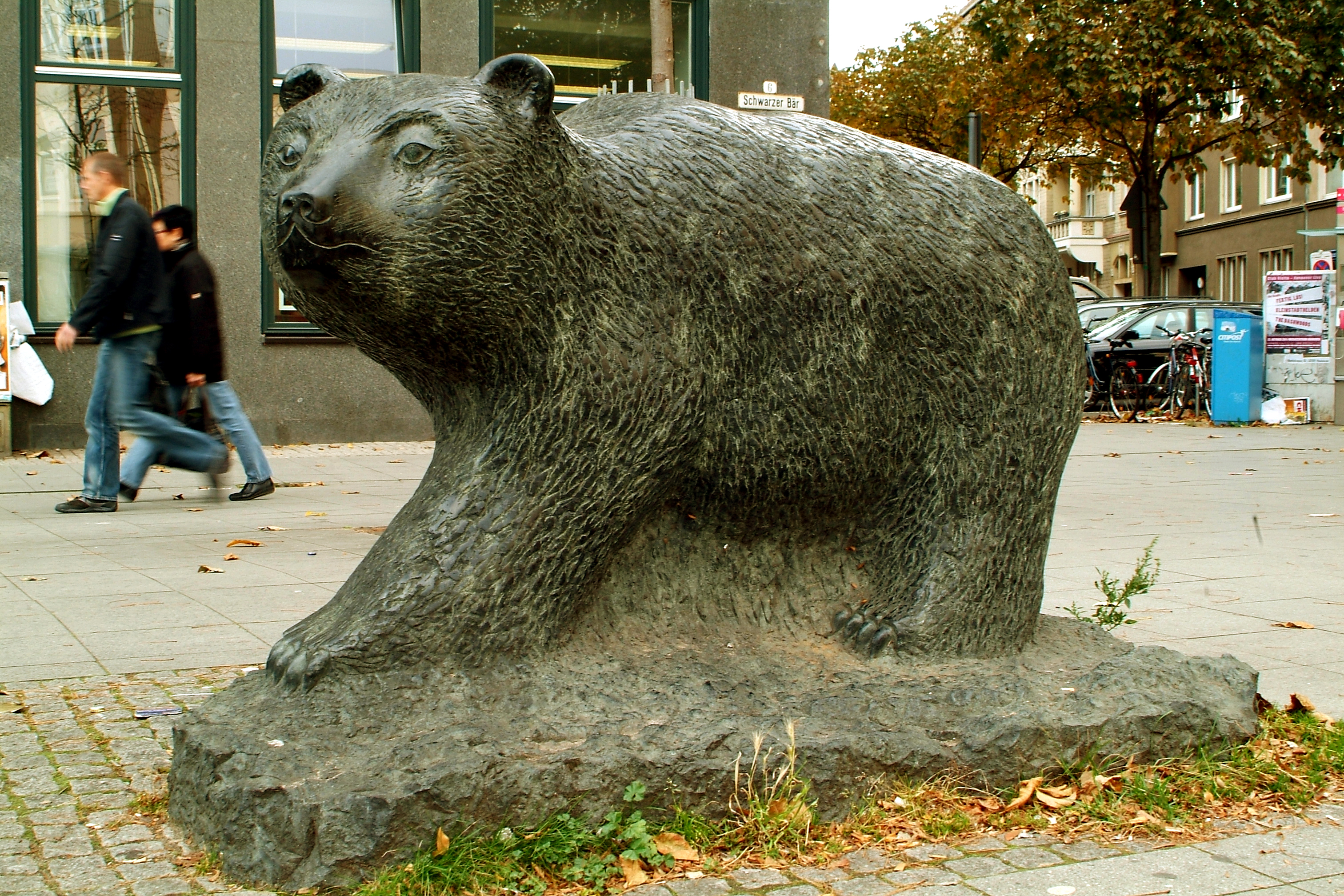
Skulptur „Schwarzer Bär“ aus Diabas-Stein

Schwarzer Bär (ⓘ) ist ein Platz und Verkehrsknotenpunkt in den Stadtteilen Linden-Mitte und Linden-Süd der Stadt Hannover. Der Platz ist nach einer früheren Gaststätte gleichen Namens benannt. In der nordwestlichen Ecke des Platzes steht eine Skulptur eines schwarzen Bären.

## Beschreibung

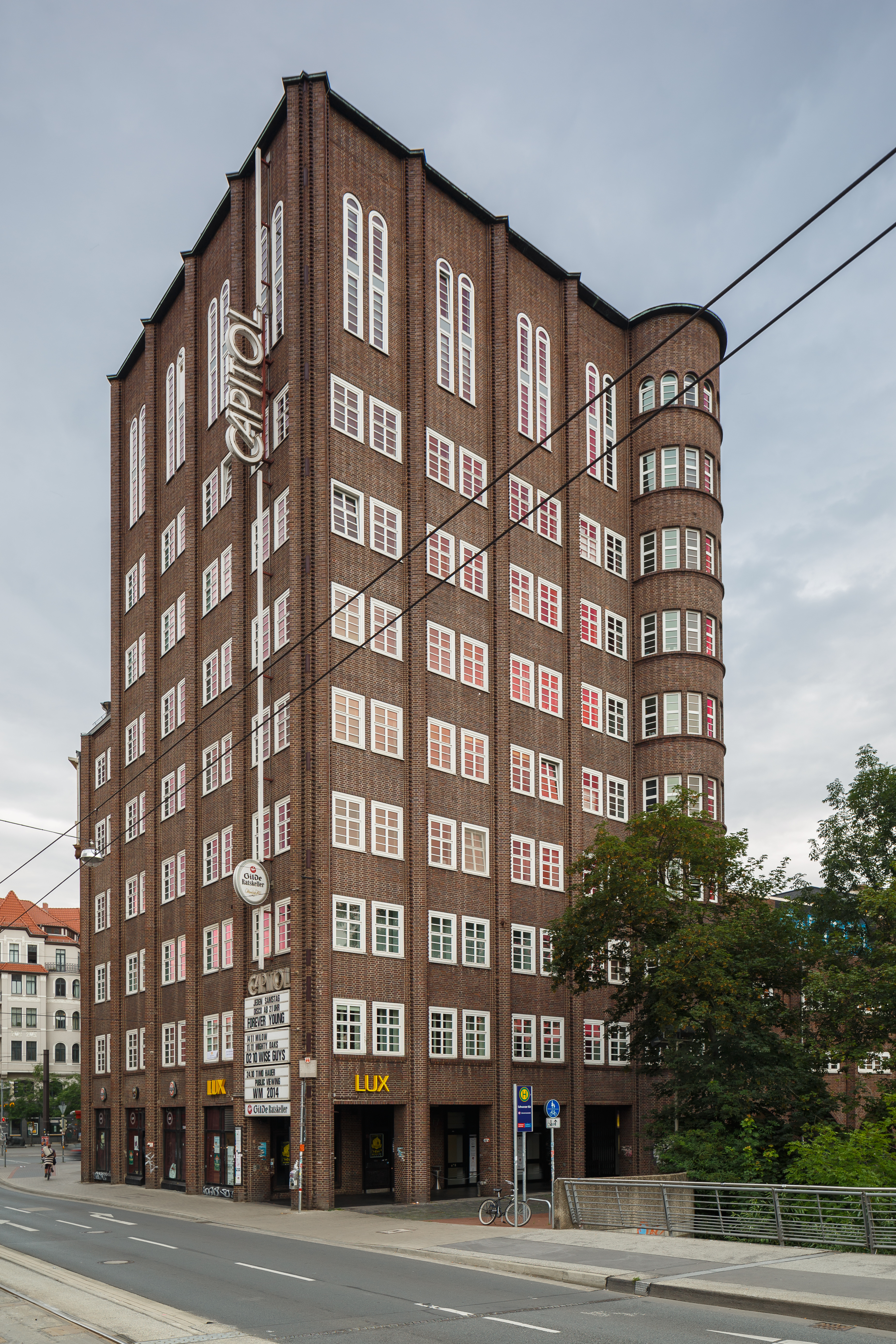
Capitol-Hochhaus am Schwarzen Bär

Am Schwarzen Bär treffen sich die Ricklinger Straße, Deisterstraße, Falkenstraße und Blumenauer Straße, die früheren Ausfallstraßen nach Südwest bis Nordwest, und führen auf der Benno-Ohnesorg-Brücke über die Ihme in Richtung hannoverscher Innenstadt. Inzwischen auf der Brücke gelegen ist die gleichnamige Haltestelle der Stadtbahnlinien 9 und 17.
| Linie | Verlauf | Takt                                                                                      |
| ----- | --- | ----------------------------------------------------------------------------------------- |
| 9     | Hauptbahnhof – Kröpcke – Markthalle/Landtag – Waterloo – Schwarzer Bär – Lindener Marktplatz – Empelde                                | 10 min (werktags) 15 min (sonn-/feiertags)                                                |
| 17    | Wallensteinstraße – Bahnhof Linden/Fischerhof – Allerweg – Schwarzer Bär – Humboldtstraße – Goetheplatz – Steintor – Hauptbahnhof/ZOB | 20 min (wochentags tagsüber) 20 min (samstags tagsüber) 30 min (sonn-/feiertags tagsüber) |

Am Schwarzen Bär und den benachbarten Straßen besteht ein Stadtteilzentrum mit Geschäften, Dienstleistern und Gastronomie. Früher gab es von hier aus auch einen Zugang zum benachbarten Ihmezentrum. Das Veranstaltungszentrum Capitol sowie weitere Discotheken und Bars sorgen für Belebung auch in den Abendstunden. Das Capitol-Hochhaus und mehrere Gebäude am Platz aus der Gründerzeit sind Baudenkmale.
Am südlichen Ende des Schwarzen Bären am Übergang zur Deisterstraße befindet sich das Alte Rathaus (bis 1899) der bis 1920 selbständigen Stadt Linden.

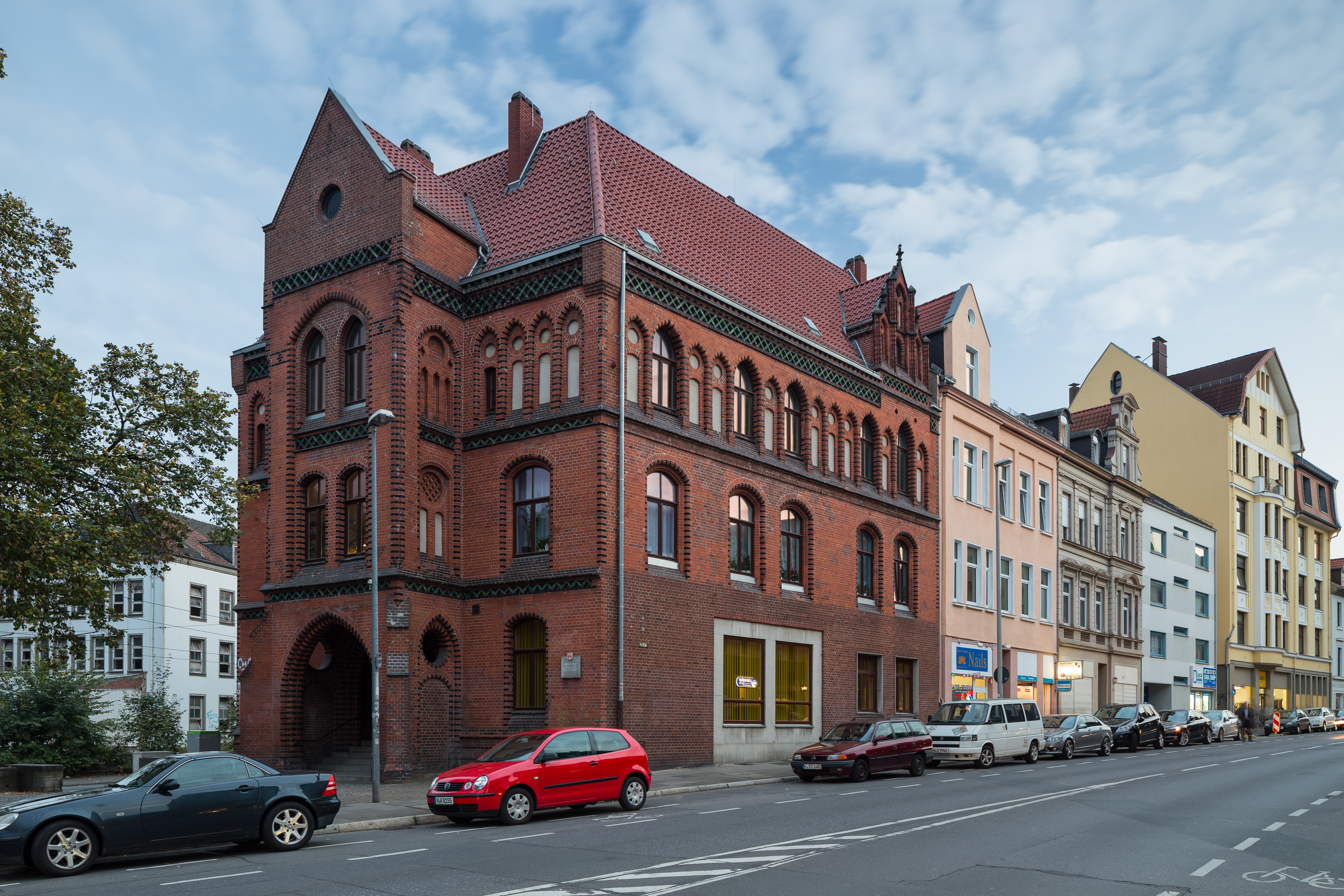
Altes Lindener Rathaus an der Deisterstraße
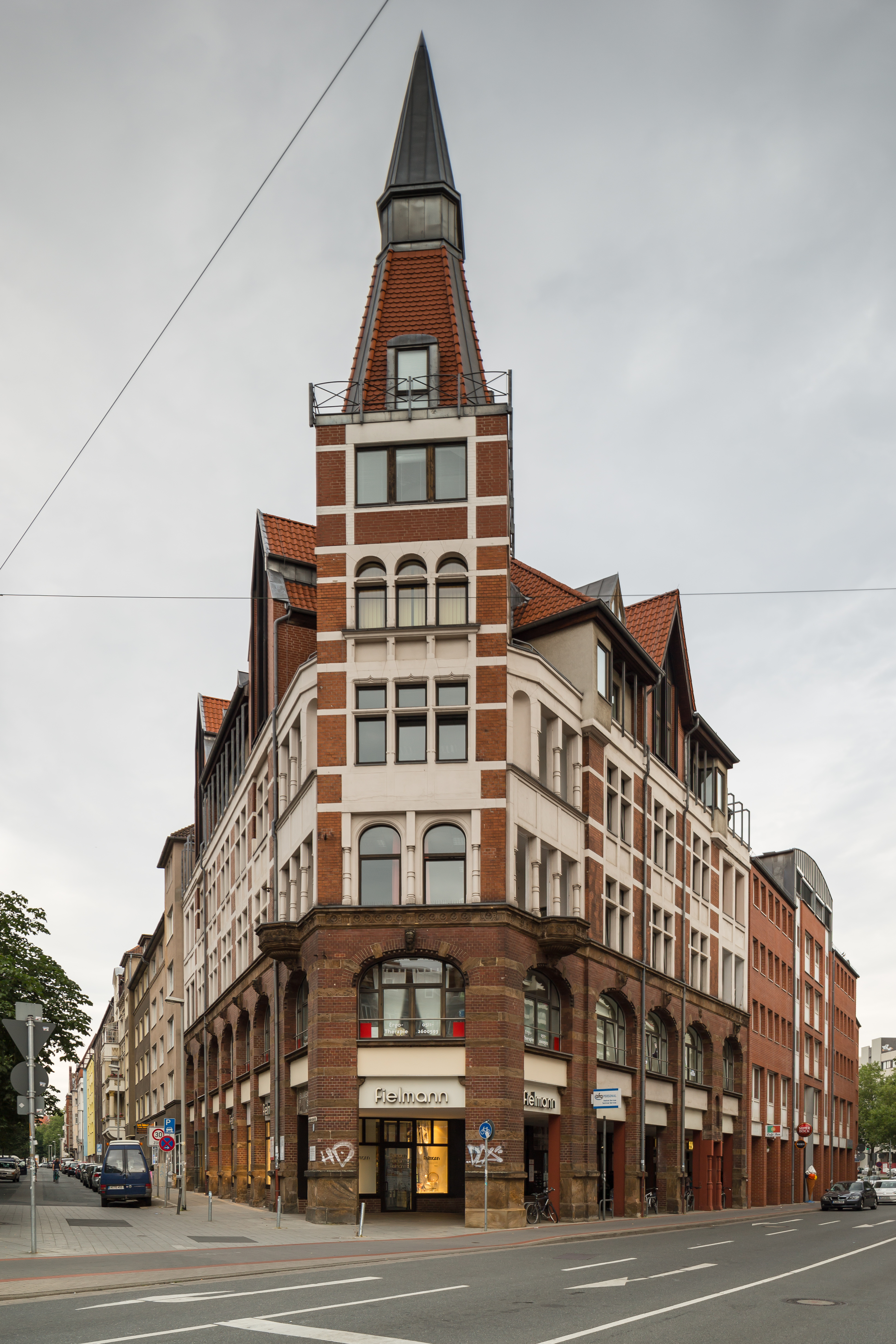
Wohn- und Geschäftshaus am Schwarzen Bär
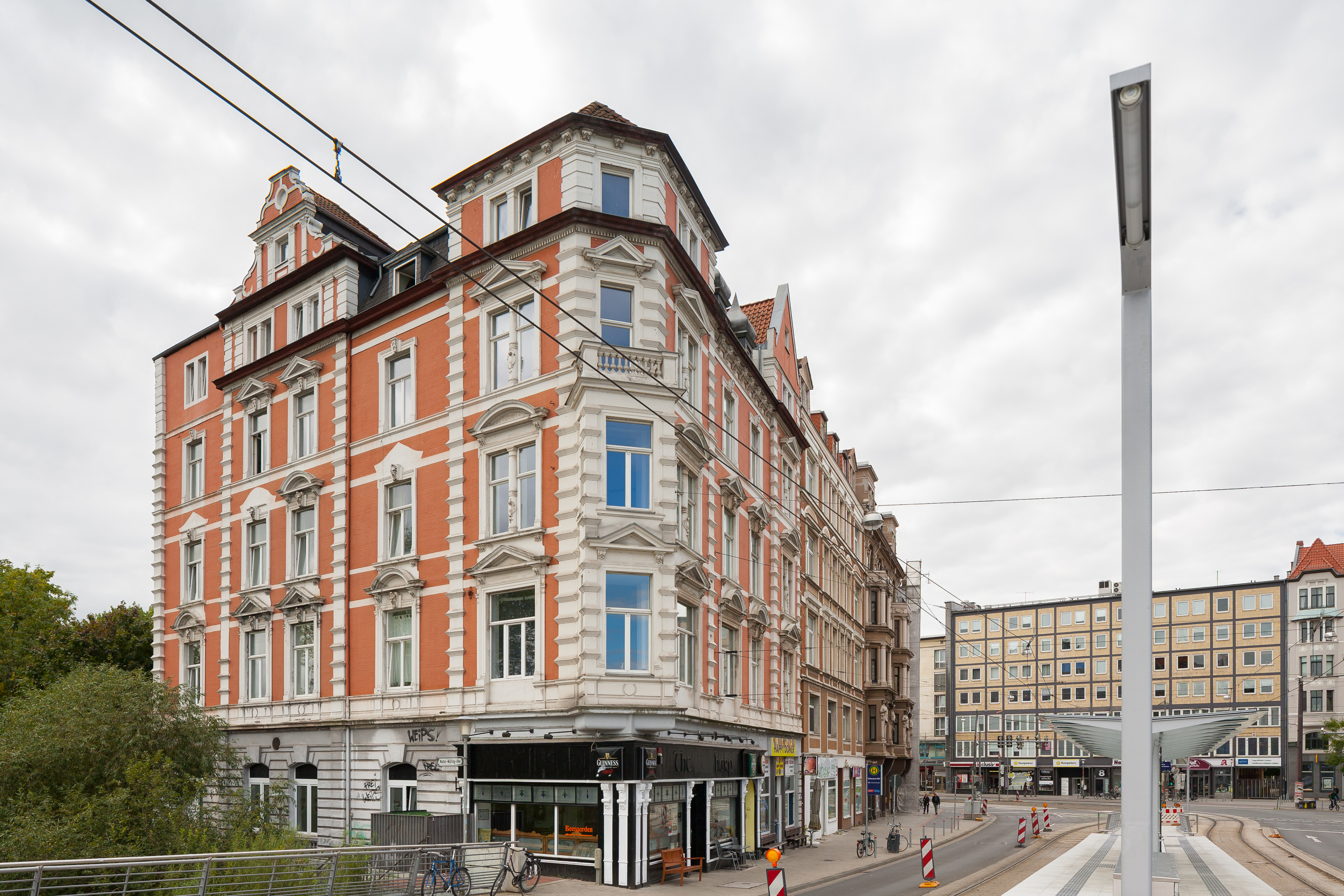
Wohnhaus am Schwarzen Bär
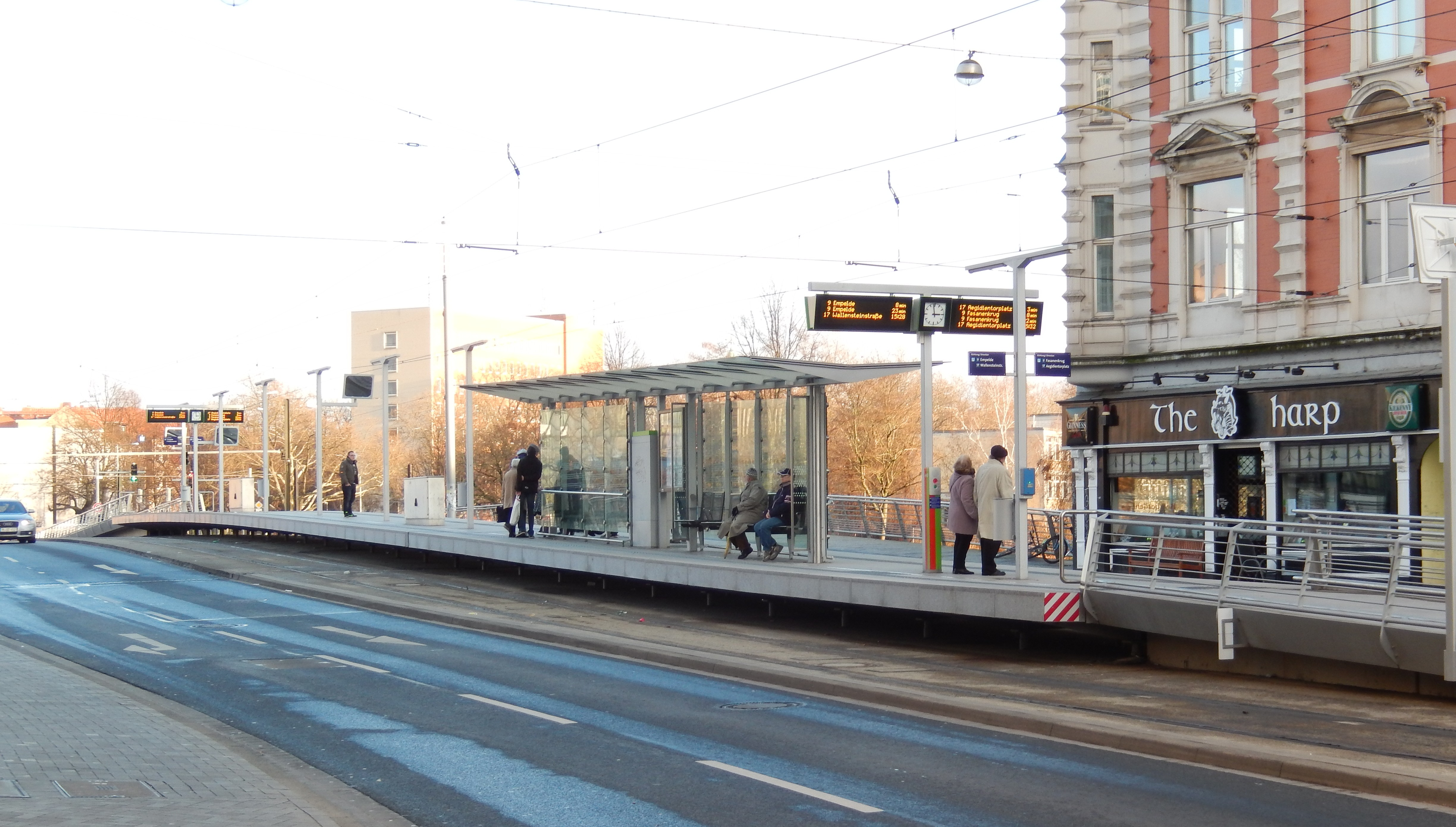
Stadtbahnhaltestelle Schwarzer Bär auf der Benno-Ohnesorg-Brücke

## Geschichte

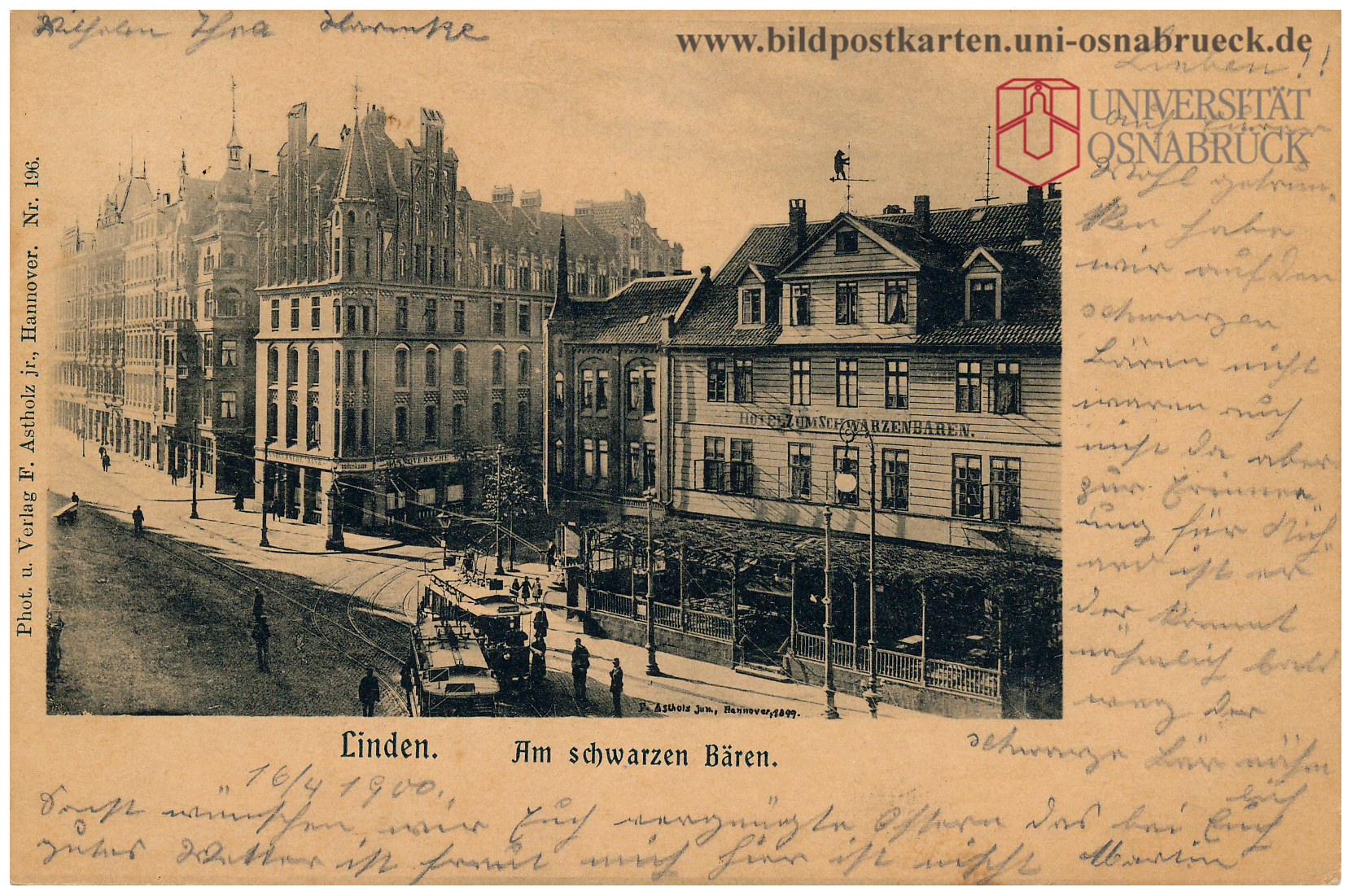
1899: Das noch holzverkleidete Hotel zum Schwarzen Bären hinter zwei hannoverschen Straßenbahnen; an der Ecke zur Falkenstraße ein Gebäude der Hannoverschen Bank;
Ansichtskarte Nr. 196 von F. Astholz jun. aus der „Sammlung Prof. Dr. S. Giesbrecht“ in der Universität Osnabrück

Der Schwarze Bär liegt in einem alten Bereich von Linden. Bereits 1493 wurde eine Brücke, die an dieser Stelle über die Ihme führte, erwähnt. Sie war lange die einzige Verbindung zwischen Linden und Hannover. Gegenüber der Brücke befanden sich schon 1646 die Gaststätten Hengstmannscher Krug (Schwarzer Bär) und Falkonierhof. 1751 wurde das Wirtshaus erstmals mit dem Namen Schwarzer Bär erwähnt: Der Wirt schaltete damals eine Zeitungsanzeige, um den Besitzer zweier zugelaufener Schweine zu finden. Im Jahr 1774 gründete sich an dieser Stelle die Freimaurerloge Zum Schwarzen Bär.

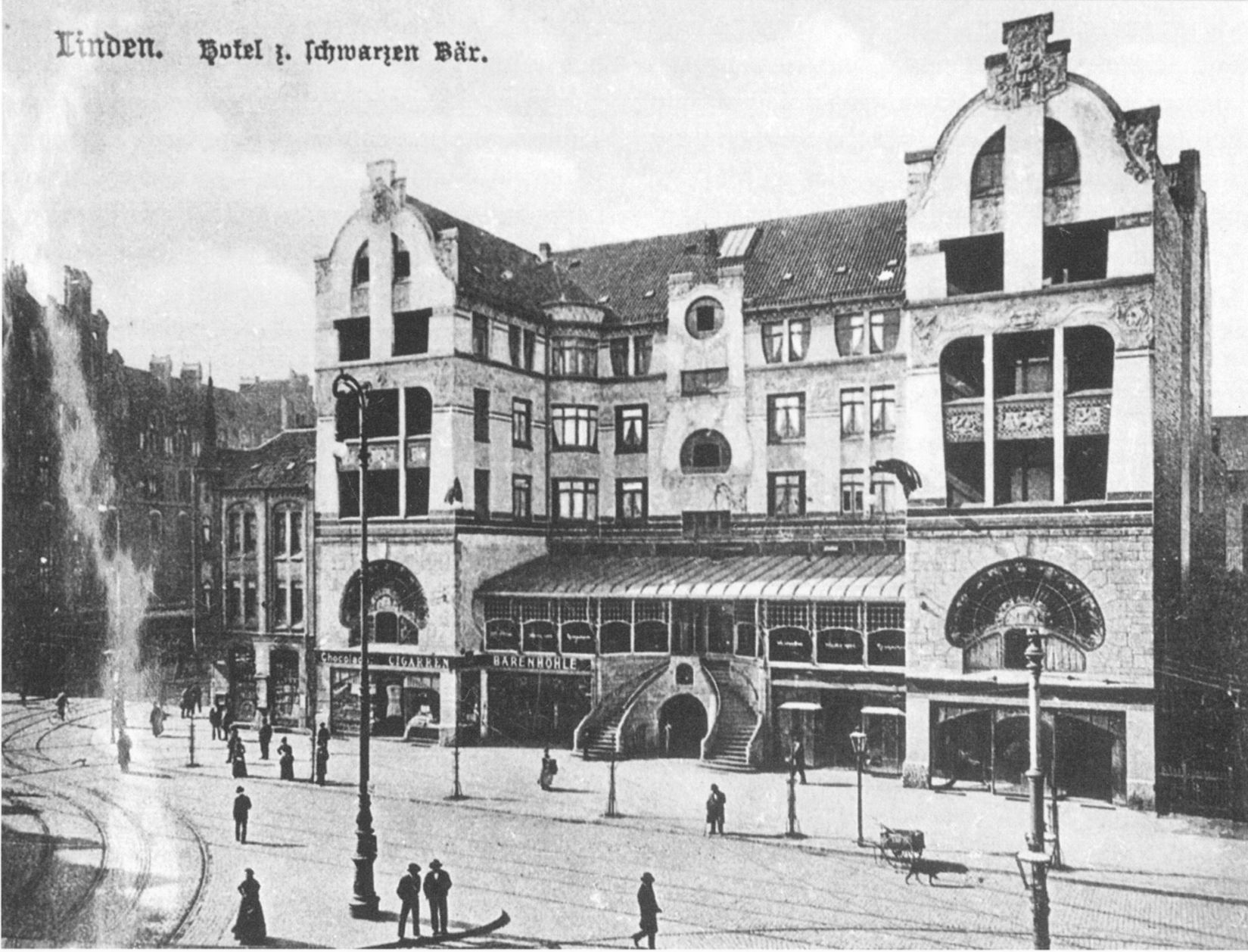
Hotel Zum Schwarzen Bär, um 1900

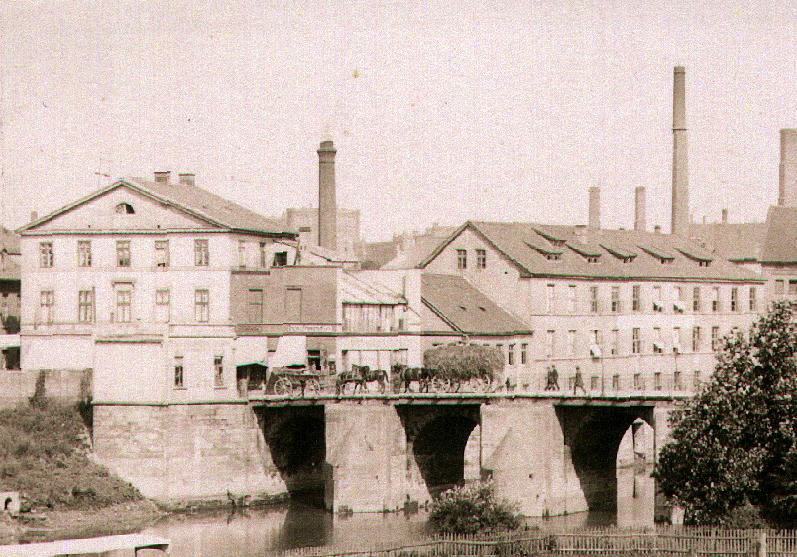
Historische Ansicht der Ihme-Brücke und der Villa Laves (ca. 1890)

Der königliche Hofbaurat Georg Ludwig Friedrich Laves baute sich 1820 nach eigenen Plänen eine Villa direkt an der Ihme-Brücke, die er später an Georg Egestorff verkaufte.
Lindens Bürgermeister Hermann Lodemann plante – wie schon am Pfarrlandplatz und am Lindener Markt – eine gärtnerische Gestaltung des Platzes. Die Polizeidirektion bestand jedoch auf einer verkehrsgerechten Kreuzung, der Platz war ein wichtiger Verkehrsknotenpunkt insbesondere für die Arbeiter in den Lindener Industriebetrieben. Ab 1878 fuhr eine Pferdebahn – die erste in Hannover – vom Schwarzen Bären nach Hannover, nach der Elektrifizierung folgten Straßenbahnen in Richtung Ricklingen und Badenstedt, die später nach Gehrden und Barsinghausen verlängert wurden. Auch Lastentransporte passierten den Platz. Aus Platzgründen wurde daher auch der Wochenmarkt zum heutigen Lindener Marktplatz verlegt.

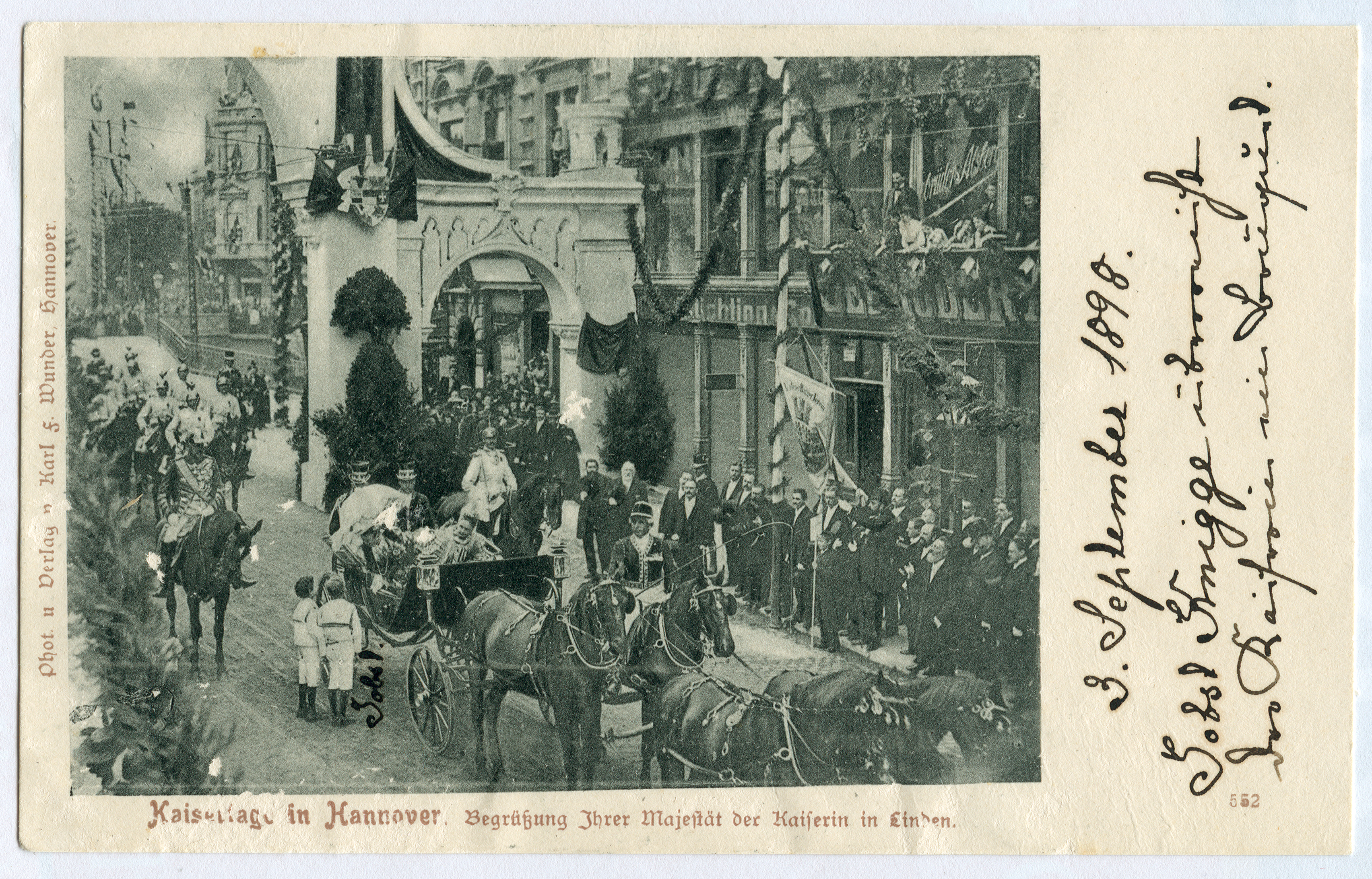
Kaiser Wilhelm II. am Schwarzen Bär (1898)

Im Laufe des 19. Jahrhunderts bürgerte sich im Volksmund der Name Schwarzer Bär auch für den Platz vor der Gaststätte ein, das ein Zentrum für gesellschaftliche und auch politische Zusammenkünfte bildete. So passierte Wilhelm II. am 3. September 1898 auf dem Weg zur Jagd in Springe den Schwarzen Bär. Für diesen Anlass wurde eigens eine Ehrenpforte errichtet.
In den letzten Tagen des Ersten Weltkrieges eröffneten die Gebrüder Hartmann im Haus Schwarzer Bär 7 eine Buchhandlung, die bis in die 1970er Jahre von Hans Klinge geführt wurde und 1994 schließlich in die nach dem Falkonierhof benannte Falkenstraße umzog. Die beiden Brüder verließen das Geschäft Anfang der 1920er Jahre und gründeten ein Geschäft für Bürobedarf, aus denen später die Geha-Werke hervorgingen.
Während des Zweiten Weltkrieges befand sich am Schwarzen Bär ein Lager für Zwangsarbeiter. Im Oktober 1943 wurden zahlreiche Gebäude bei den Luftangriffen auf Hannover zerstört. Auch das namensgebende Hotel und Gasthaus Schwarzer Bär (heute: Schwarzer Bär 8), das 1902 in einen prachtvollen Neubau im Jugendstil umgebaut wurde, war vollständig zerstört. Der Platz verlor weitestgehend sein ursprüngliches Gesicht. Nach Kriegsende begann der Wiederaufbau, die Gebäude wurden überwiegend im schlichten Stil der 1950er Jahre wieder errichtet. 1954 erhielt der Platz dann schließlich auch offiziell den Namen Schwarzer Bär.
Das Capitol-Hochhaus am Schwarzen Bär 2 entstand bereits zwischen 1929 und 1930 nach Plänen des Architekten Friedrich Hartjenstein im Stile des Backsteinexpressionismus und beherbergte bis in die 1980er Jahre ein Kino. Seitdem ist das Capitol ein beliebtes Veranstaltungszentrum, in dem häufig Konzerte mit bis zu 2.500 Zuschauern stattfinden.
2004 wurde anlässlich des geplanten Komplettumbaus ein Bürgerbeteiligungsverfahren gestartet. 2005 wurde der Platz neugestaltet und ein schwarzer Bär als Skulptur aufgestellt. Die beiden Stadtbahnhaltestellen am Platz wurden auf der Benno-Ohnesorg-Brücke zu einer Haltestelle zusammengelegt.